# Chantelle, Allier
Chantelle är en kommun i departementet Allier i regionen Auvergne-Rhône-Alpes i de centrala delarna av Frankrike. Kommunen ligger  i kantonen Chantelle som ligger i arrondissementet Moulins. År 2022 hade Chantelle 1 124 invånare.

## Befolkningsutveckling
Antalet invånare i kommunen Chantelle
Referens: INSEE